# Ogbies
Els ogbies són els membres d'un clan ijaw que viuen a la LGA de Brass, a l'estat de Bayelsa, al sud de Nigèria. Els ogbies parlen la llengua ogbia.
L'origen del nom ogbia prové del terme "ogbo-oyan" (la terra d'Oyan), que es va corrompre cap a Ogbeyan i finalment es passà a anomenar Ogbia. Oyan fou un dels avantpassats fundadors dels ijaws.

## Història
Oyan, un dels fills de Ijo és considerat com l'avantpassat fundador del clan ogbia. Aquest, quan ells i els seus germans es van dispersar des de Agadagbabou, va emigrar riu avall i es va assentar en el territori que avui en dia ocupen els ogbies. Va anomenar a aquest assentament Ogbo-Oyan (que posteriorment es va corrompre a Ogbeyan). Això va succeir entre el 700 i el 1000 d de C.
Els dos fills d'Oyan, Oloi i Okoro van formar dos llinatges diferents que van habitar a Ogbeyan Otokolo durant diversos segles (1000-1300 d de C.), abans d'emigrar cap a l'interior. Al segle xiv els membres d'aquests dos llinatges van emigrar cap al nord, al territori on viuen els ogbies En l'actualitat. En aquest lloc es van ajuntar amb altres colonitzadors provinents de l'oest de l'actual Camerun. Aquests colonitzadors van fundar diverses comunitats, la més important de les quals és Ebela. En l'actualitat, els descedents d'aquests són considerats odinades. Els ogbies i els odinades van mantenir relacions comercials.
El territori ogbia van rebre posteriors immigrants d'altres grups ijaws: els obolomes (originats en la guerra civil dels nembes, els tarakiris (que provenien d'Obiama), els obutorus (provinents de la ciutat abandonada d'Obutoru), els kolokumes (que van fundar la ciutat d'Otuokpotu i itsekiris (emigrants de Nembe).
Segons la tradició, els 18 nets d'Oyan van fundar les poblacions d'Amurukeni, d'Otuasega, d'Egbediama, d'Egeleama, d'Emenya, d'Ewoi, d'Okpiniama, d'Ogidiama, d'Otuaka, d'Abobiri, d'Akakiama, d'Abulabiri, d'Imiringi, de Kolo, d'Otu-Ikpesu, d'Akalabange, d'Oguagu i d'Otokoroama. Altres descendents van fundar les vil·les: Abilabio, Alagbafama, Amadugoama, Otogori, Otuokpotu, Okodi, Ologi, Ayakoro, Ibelebiri, Oruma i Epebu.
El període del comerç d'esclaus atlàntic va aïllar les comunitats ogbies i va fer que degut al matrimoni intern, al comerç interior i a la interacció social apartada dels altres grups ijaws va provocar que desenvolupessin una llengua i una cultura diferent.

## Religió
El 98% dels 318.000 ogbies són cristians; d'aquests, el 60% són catòlics, el 20% anglicans, el 15% pertanyen a esglésies cristianes independents i el 5% són protestants. El 2% dels ogbies restants creuen en religions tradicionals africanes.